# Fracht AG
Die Fracht AG mit Sitz in Basel ist ein international tätiger Schweizer Logistikkonzern. Die Unternehmensgruppe beschäftigt an ihren weltweit über 150 Standorten mehr als 1400 Mitarbeiter. 
Die Logistikleistungen der Frachtgruppe umfassen Luft-, See- und Bahnfracht, Fluss- und LKW-Transporte sowie Schwergütertransport, ganzheitliche Transportprojekte und ganzheitliche Lösungen im Bereich der Beschaffungslogistik und der Absatzlogistik.

## Geschichte
Das Unternehmen wurde 1955 von Rudolf Reisdorf gegründet. 1965 eröffnete Fracht ihre erste Übersee-Niederlassung in New York. 1976 expandierte das Unternehmen nach Deutschland. In den 1980er Jahren erbrachte das Unternehmen Logistikleistungen in mehreren internationalen Staudamm- und Gasturbinen-Grossprojekten. 1995 folgten die ersten Logistik-Grossprojekte für die Maschinen- und Pharmaindustrie. Ab der zweiten Hälfte der 1990er folgte eine weitere internationale Expansion. 
2001 übergab Rudolf Reisdorf senior die Geschäftsführung des Familienunternehmens an seinen Sohn Rudolf Reisdorf junior.
Die Firma ist heute auf der ganzen Welt zu Hause. Im 2017 hat die Fracht AG angefangen sich auch in Afrika niederzulassen und ist mittlerweile bereits in 13 Ländern des afrikanischen Kontinents vertreten. 
Im Juli 2023 wurde die Fracht AG in einem mehrjährigen Deal einer der Main Partner des MLS-Clubs Inter Miami CF. Seitdem ist das Logo der Firma auf den Ärmeln der Trikots zu finden.